# Ligariá (ort i Grekland)
Ligariá (Lygaria) är en ort i Grekland.   Den ligger i prefekturen Fthiotis och regionen Grekiska fastlandet, i den centrala delen av landet, 160 km nordväst om huvudstaden Aten. Ligariá ligger 190 meter över havet och antalet invånare är 403.
Terrängen runt Ligariá är lite bergig, och sluttar söderut.Runt Ligariá är det ganska tätbefolkat, med 111 invånare per kvadratkilometer. Närmaste större samhälle är Lamia, 8,0 km sydost om Ligariá. Trakten runt Ligariá består till största delen av jordbruksmark.